# Bytyç
Bytyç (bepaalde vorm: Bytyçi) is een deelgemeente, ook bestuurseenheid genoemd, van de gemeente Tropojë in het noorden van Albanië. Het aantal inwoners van Bytyç is, volgens de 2011 census, 1563.

## Verwijzingen
1. 1 2  (sq) 2011 census results (pdf). Gearchiveerd op 4 maart 2016. Geraadpleegd op 11 februari 2015.
2. ↑  (sq) Wet nr. 115/2014 (pdf). Gearchiveerd op 24 september 2015.